# 潘瓜縣
1°8′S 79°4′W / 1.133°S 79.067°W
潘瓜縣（西班牙語：Cantón Pangua），是厄瓜多爾的縣份，位於該國中部，由科托帕希省負責管轄，始建於1938年5月31日，面積715平方公里，2001年人口19,877，人口密度每平方公里27.8人。